# ISS-Expeditie 42
ISS-Expeditie 42 was de tweeënveertigste missie naar het Internationaal ruimtestation ISS. De missie begon op 10 november 2014 met het vertrekken van het Sojoez TMA-13M-ruimtevaartuig vanaf het ISS met drie bemanningsleden van ISS-Expeditie 41 aan boord. 

## Bemanning
| Bevelhebber       | Barry E. Wilmore, NASA 2e ruimtevlucht       | Barry E. Wilmore, NASA 2e ruimtevlucht          |                                                 |                                                 |
| Flight Engineer 1 | Aleksandr Samokoetjajev, RSA 2e ruimtevlucht | Aleksandr Samokoetjajev, RSA 2e ruimtevlucht    |                                                 |                                                 |
| Flight Engineer 2 | Jelena Serova, RSA 1e ruimtevlucht           | Jelena Serova, RSA 1e ruimtevlucht              |                                                 |                                                 |
| Flight Engineer 3 |                                              | Anton Sjkaplerov, RSA 2e ruimtevlucht           | Anton Sjkaplerov, RSA 2e ruimtevlucht           | Anton Sjkaplerov, RSA 2e ruimtevlucht           |
| Flight Engineer 4 |                                              | Samantha Cristoforetti, ASI/ESA 1e ruimtevlucht | Samantha Cristoforetti, ASI/ESA 1e ruimtevlucht | Samantha Cristoforetti, ASI/ESA 1e ruimtevlucht |
| Flight Engineer 5 |                                              | Terry Virts, NASA 2e ruimtevlucht               | Terry Virts, NASA 2e ruimtevlucht               | Terry Virts, NASA 2e ruimtevlucht               |